# Dinopium rafflesii
Dinopium rafflesii là một loài chim trong họ Picidae.